# Програмно-кероване радіо

Концепція програмно-керованого радіо

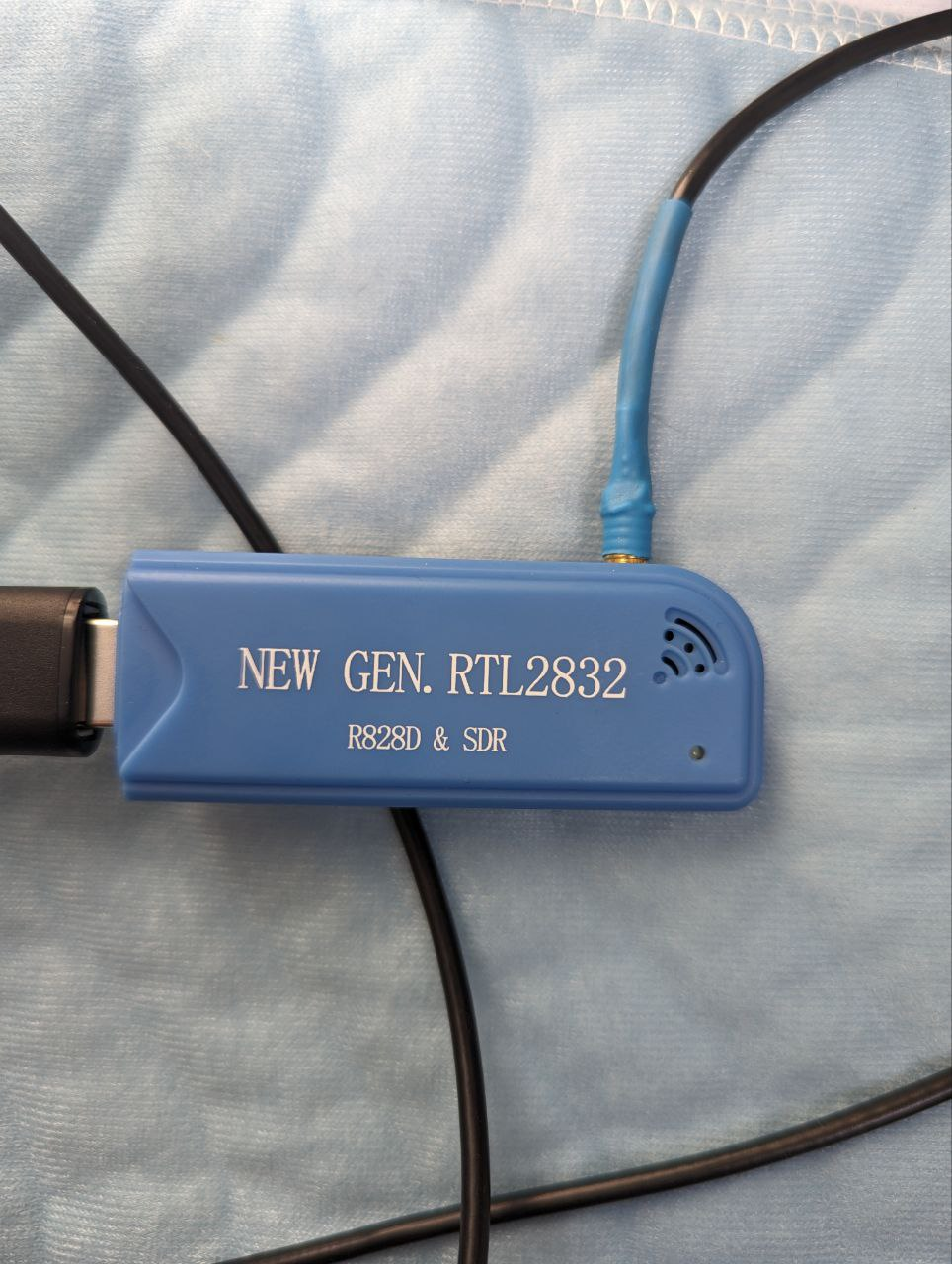
SDR USB приймач

Програмно-кероване радіо, або програмно-визначене радіо (англ. Software-Defined Radio, SDR) — система радіозв'язку, в якій програмне забезпечення використовується як для модуляції, так і для демодуляції радіосигналів.
При використанні програмно-керованого радіо персональний комп'ютер стає ядром любительської радіостанції, завдяки чому практично весь обсяг робіт із обробки сигналу перекладається на програмне забезпечення, яке запускається на персональному комп'ютері або керує роботою деяких конкретних спеціалізованих мікропроцесорних пристроїв, призначених для обробки сигналу. Мета такого підходу — створити систему, яка може приймати та передавати практично будь-які радіосигнали за допомогою програмного забезпечення, що є гнучким і адаптивним.
Програмно-кероване радіо широко застосовуються у військовому і стільниковому зв'язку, де в режимі реального часу потрібна підтримка різноманітних радіопротоколів, що змінюються. Прикладом реалізації технології програмно-керованого радіо у військовій сфері є проєкт ESSOR.
У режимі приймання програмно-кероване радіо може забезпечити вищу ефективність, ніж при використанні традиційних аналогових методів, оскільки при цифровій обробці сигналів їх фільтрація близька до ідеальної. Крім того, за допомогою програмних алгоритмів можуть бути реалізовані такі функції, які дуже складно отримати при аналоговій обробці.
Ідеальна реалізація програмно-керованого радіоприймача — це підімкнення антени безпосередньо до аналого-цифрового перетворювача (АЦП), сполученого з потужним комп'ютером. У такому разі програмне забезпечення, запущене на комп'ютері, забезпечувало б обробку потоку даних, що поступав, і перетворювало б їх в необхідну форму. Ідеальний програмно-керований радіопередавач функціонував би аналогічно. Програмне забезпечення формувало б потік даних, який поступав би в цифро-аналоговий перетворювач (ЦАП), підімкнений до антени.
Проте сучасна технологічна база не дозволяє реалізувати таку ідею на всіх можливих частотах. Доступні АЦП ще недостатньо швидкі для роботи в широкій смузі радіоспектра або не мають достатнього динамічного діапазону, щоб оперувати з сигналами, що мають величезну різницю рівнів в цьому спектрі.
Реалізація програмно-керованого радіо можлива поки[коли?] тільки на частотах до 6 ГГц, тому в пристроях з вищими робочими частотами проблема високоякісного зацифровування ВЧ сигналів вирішується їх перенесенням на нижчу частоту. Для цього використовуються змішувач і опорний генератор. Таким чином, потрібне певне аналогове устаткування, щоб направити частину спектру частот на обробку в комп'ютері.
Враховуючи величезні можливості, які закладені в програмно-керованому радіо, ця технологія займає панівне положення в техніці радіозв'язку.[джерело?]

## Застосування
Можливості застосування програмно-керованого радіо достатньо різноманітні. Це може бути радіоприймач, трансивер, панорамний аналізатор спектра або програмно-керований радіотракт традиційного трансивера, що помітно розширить можливості останнього.
У 2013 році з'явилася можливість використовувати для створення дешевих SDR приймачів ( за ціною нижче 20$) DVB-T USB-приймачі, що використовують контролери Realtek RTL2832U і тюнери Elonics E4000 або Rafael Micro R820T. Вони використовувалися для створення широкополосних приймачів різних типів сигналів (FM, ADS-B, D-STAR, AIS), радіотелескопу. Ці примачі могли працювати спільно з GNU Radio. До 2016 року вартість таких приймачів знизилася до 7 доларів, що сприяло їх популярності в колах радіоаматорів (подібний формат пристроїв на жаргоні називають "свисток" - за схожість корпусу на реальний свисток). У подальшому популярність сприяла винекненню дефіциту та зростанню вартості, і в той же час появі більш професійних приймачів RTL-SDR. 
З появою інтегральних схем серії SI47XX (DSP, процесор цифрової обробки сигналів) вартість автономних всехвильових радіоприймачів з DSP та SSB модуляцією побудованих на такому мікрочіпі у поєднанні з ESP32 складала менше вартості DVB-T USB, а автономні SDR-приймачі побудовані з допомогою Arduino чи Raspberry Pi стали доступнішими за приймачі на основі RTL-SDR. 